# Cazalla de la Sierra
Cazalla de la Sierra es un municipio español situado en la provincia de Sevilla, Andalucía. Está localizado en la Sierra Norte y forma parte del parque natural de la Sierra Norte de Sevilla, limitando con la comunidad autónoma de Extremadura. En 2022 contaba con 4700 habitantes. Su extensión superficial es de 356,15 km² y tiene una densidad de 13,45 hab/km². 
Cazalla está situada en el norte de la provincia de Sevilla, a 80 kilómetros de la capital de provincia, Sevilla, y cercana a la confluencia con las provincias de Córdoba y Badajoz. Se encuentra a una altitud de 580 metros, rodeada por montañas y cursos fluviales accidentados. El municipio es cabeza del segundo de los quince partidos judiciales que se constituyeron en Sevilla en 1834 y que engloba a los municipios de Alanís, Almadén de la Plata, Cazalla de la Sierra, Constantina, El Pedroso, El Real de la Jara, Guadalcanal, La Puebla de los Infantes, Las Navas de la Concepción y San Nicolás del Puerto.

## Historia
La existencia de yacimientos mineros favoreció el sucesivo asentamiento de pobladores. Se han encontrado dólmenes, hachas y punzones que demuestran la presencia humana en la época neolítica. A orillas de la Ribera del Hueznar se encontró también una estatua en honor del emperador Caracalla (siglo III).
De finales del siglo V son dos lápidas sepulcrales, correspondientes al periodo visigodo. Durante la conquista musulmana, la población fue llamada Castella Ciudad Fuerte. Fue conquistada por Fernando III en 1247, un año antes de la conquista de la capital sevillana. Sus vinos fueron famosos durante los siglos XVI y XVII. El primer tomo del Guzmán de Alfarache, de Mateo Alemán acaba en Cazalla, en medio de un lagar.
Por prescripción médica contra las depresiones que sufría, en 1730 Felipe V instaló en Cazalla de la Sierra su residencia de verano y la de su corte, del 13 de junio al 20 de agosto. Ese año se celebraron cortes en Cazalla, por lo que fue de hecho capital del Reino de España.
Este viaje sirvió como alivio para las depresiones del monarca, quien tenía constantes intenciones de abdicar en el trono, ya que la vida y las presiones de la monarquía le afectaban notablemente en sus estados de ánimo. Durante este periodo Cazalla de la Sierra albergará a tres reyes de España juntos, Felipe V, Fernando VI y Carlos III, acompañados de toda la Corte Real.
En noviembre de 1916 le fue concedido por Alfonso XIII el título de ciudad.

## Demografía
| Gráfica de evolución demográfica de Cazalla de la Sierra entre 1430 y |
|                                                                       |

## Economía

### Evolución de la deuda viva municipal
| Gráfica de evolución de Deuda viva del Ayuntamiento de Cazalla de la Sierra entre 2008 y 2019                                |
| |
| Deuda viva del Ayuntamiento de Cazalla de la Sierra en miles de Euros según datos del Ministerio de Hacienda y Ad. Públicas. |

## Cultura

### Patrimonio

#### Iglesia de Nuestra Señora de la Consolación

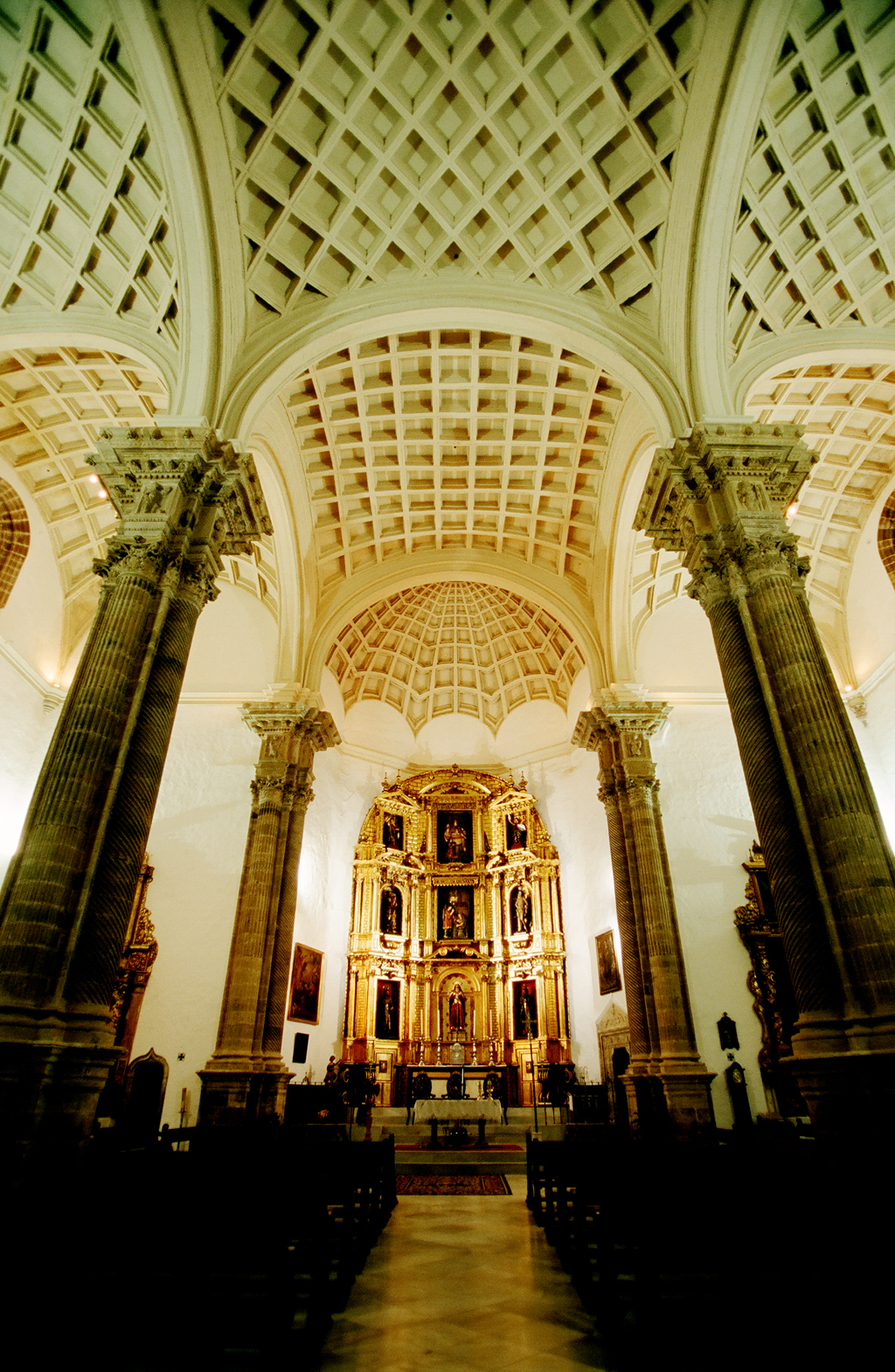
Interior de la parroquia de Consolación de Cazalla

Iglesia parroquial que aglutina dos proyectos inacabados. Su factura tiene origen en el siglo XIV, de estilo mudéjar, alargándose la obra y decoración hasta el XVIII, combinando renacimiento y barroco. La única autoría conocida se debe al maestro de obras Pedro Francisco López en el siglo XVIII, y siendo atribuido el proyecto renacentista (iniciado en 1538) a Diego de Riaño. No obstante, autores como José Hernández Díaz, alertando de la muerte de Riaño cuatro años antes del inicio de la obra, atribuyen la planta clásica del templo a Diego de Siloé, o como obra temprana de Andrés de Vandelvira, último autor éste con proyectos donde pueden encontrarse evidentes paralelismos como la iglesia del Antiguo Convento de Santo Domingo de La Guardia de Jaén. En esta parroquia residen las hermandades de penitencia de la Borriquita, El Cautivo, La Esperanza (la Reina de la Semana Mayor cazallera) y el Santo Entierro (la hermandad del Nazareno tiene su sede canónica en el convento Madre de Dios, pero para la salida procesional del Señor y la Virgen de los Dolores son trasladados una semana antes del Domingo de Ramos). Como curiosidad, esta parroquia le faltó por hacerse en su interior una columna más para poder ser Santa Iglesia Catedral.

#### Cartuja de Cazalla de la Sierra
La Cartuja de Cazalla de la Sierra, se encuentra situada a cinco kilómetros de la población, en un terreno levemente montañoso, tiene su origen en la última parte del siglo XV y es un magnífico ejemplo de los monumentales conjuntos arquitectónicos en los que se desarrolló la vida de esta Orden. Aunque su historia como establecimiento cartujo concluyó en el siglo XVIII, la realidad actual de sus restos permite una aproximación a los momentos de mayor esplendor.

#### Otros monumentos de interés
- Convento de Madre de Dios, construido en el siglo XV, claustro de estilo renacentista (aquí reside la Hermandad del Nazareno)
- Convento de San Francisco
- Monasterio de Santa Clara (actual instituto público)
- Ermita de Ntra. Sra. del Carmen (aquí reside la otra imagen de gloria de Cazalla, la Virgen del Carmen)
- Convento de San Agustín (actual ayuntamiento)
- Iglesia y palacio de San Benito, de estilo gótico mudéjar y con torre triangular (de las pocas existentes en España). En la actualidad forma parte del hotel Palacio de San Benito
- Ermita de Ntra. Sra. del Monte (aquí reside la Patrona del municipio, la Santísima Virgen del Monte)
- Plaza de abastos (antiguo claustro del convento de San Francisco)
- Plaza de toros
- Lienzo de muralla del antiguo castillo

#### Hermandad de la Sagrada Entrada en Jerusalén (Domingo de Ramos)

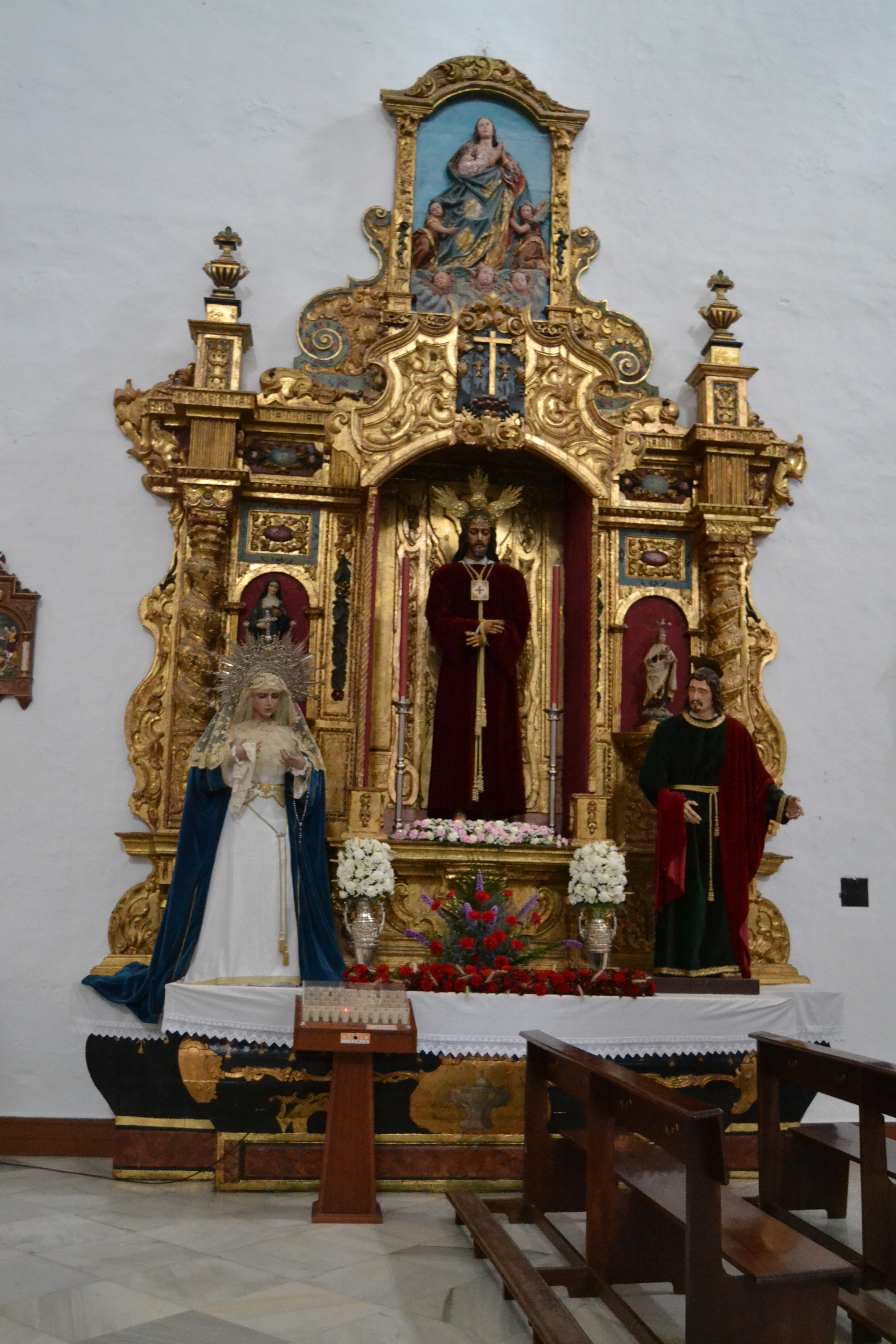
Altar de la Hermandad del Cautivo

### Semana Santa

#### Hermandad del Cautivo (Martes Santo)
Existe una gran devoción al Cautivo en Cazalla desde el siglo XIX, pero sin ser Hermandad. En 1938, y mediante cuestación popular, iniciada por unas devotas del cautivo, consiguen el dinero para encargar al escultor José Antonio Alarcón la imagen del señor. Ya en el año 1946, se constituye esta Hermandad, formada por jóvenes de la localidad, saliendo en los primeros años en andas, el Jueves Santo, una vez concluidos los Santos Oficios. En 1961, se adquiere la Imagen de María Santísima de la Amargura, obra del escultor Pineda Calderón. 

#### Hermandad de la Virgen del Carmen

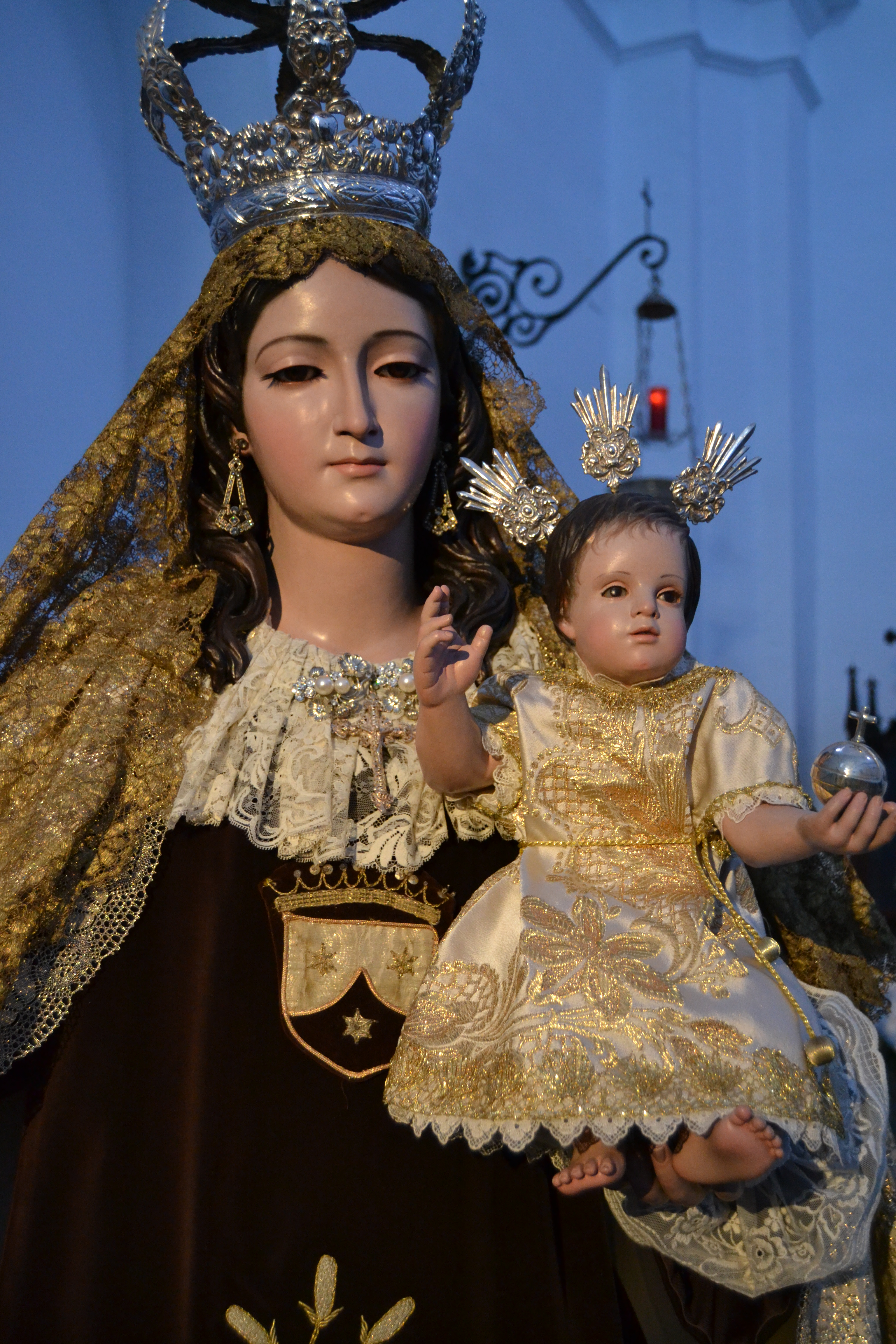
Virgen del Carmen de Cazalla de la Sierra

El 16 de julio, sale en Procesión Gloriosa Ntra. Sra. del Carmen recorriendo las calles de la barriada de su propio nombre y después al centro de la localidad. Esta imagen despierta gran devoción entre los ciudadanos de la localidad, estando gran arraigada su función a la vida del pueblo que es tratado como un día grande y es declarado anualmente por el Excmo. Ayuntamiento como Fiesta Local. Anteriormente se organizaba una verbena en su barrio, tradición perdida con el paso de los años. La imagen de Ntra. Sra. del Carmen es de talla moderna al ser destruida la primitiva como todas en la Guerra Civil. Reside en su ermita propia ubicada en el paseo de su mismo nombre.

##### Cultos
- Triduo: 13-15 de julio
- Besamanos: 15 de julio
- Procesión: 16 de julio

#### Nuestra Señora del Monte, patrona de la localidad

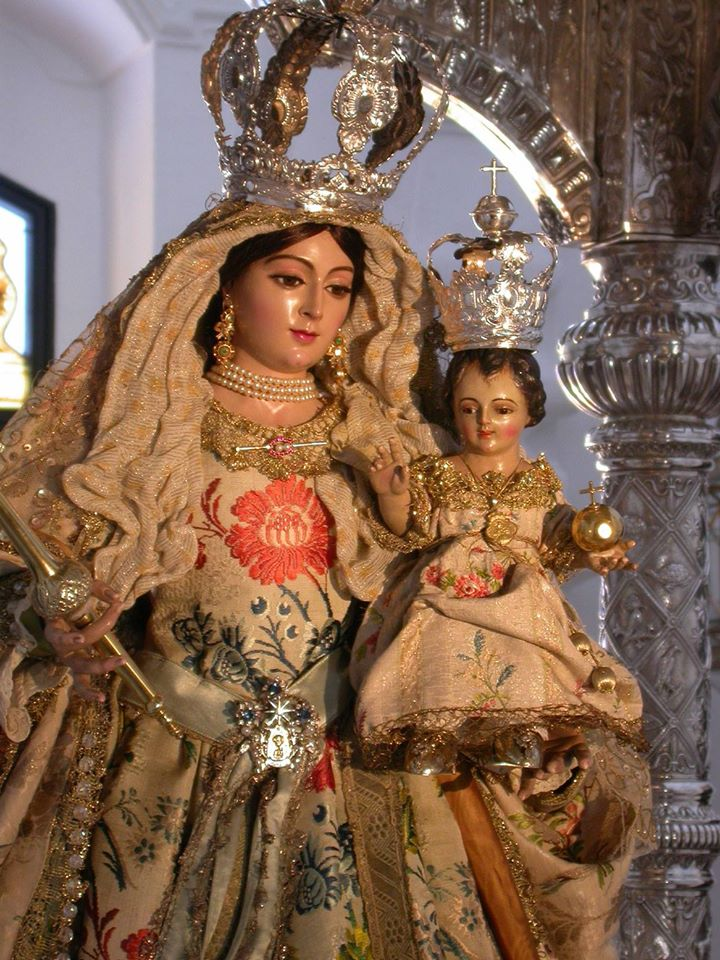
Virgen del Monte, patrona de Cazalla de la Sierra

Cuenta la leyenda que, en 1756, un pastor encontró una imagen de la Virgen entre unas piedras localizadas justamente enfrente de donde hoy se levanta el santuario de Nuestra Señora del Monte.
El patronazgo sobre la localidad y la cercanía de ésta con el santuario hicieron que a lo largo del siglo XVIII su culto y devoción se impusiera muy por encima de las demás advocaciones marianas presentes en el término municipal, como Aguas Santas, La Celda o El Puerto. Esta tendencia se acentuará en el siglo siguiente, cuando progresivamente se irán cerrando al culto todas estas ermitas rurales, perdurando abierta hasta nuestros días solo la del Monte merced a la gran devoción del pueblo de Cazalla por su patrona.
Al desaparecer la primitiva imagen en 1936, el cazallero Manuel Perea Villa encargó otra nueva al hijo del imaginero Antonio Castillo Lastrucci, aunque el Niño fue sustituido por otro de Manuel Pineda Calderón al no gustarle al cliente la primera talla. La nueva imagen de la Virgen del Monte llegó a Cazalla en tren, siendo trasladada a pie por la misma vía férrea hasta remontar la pendiente que conduce a su ermita, donde fue colocada en su altar.

##### Cultos
- Romería: Segundo domingo de agosto.
- Procesión: sábado posterior al 8 de septiembre u 8 de septiembre si cae en sábado.
- Traslado: Último sábado de octubre.
- Procesión del Niño Jesús: 25 de diciembre alrededor de la ermita.

### Fiestas y tradiciones
- 5 de enero: Real Cabalgata de Reyes Magos
- Semana anterior a Cuaresma: carnavales
- 16 de julio: procesión de la Virgen del Carmen
- Segundo domingo de agosto: romería a la Virgen del Monte
- Feria: desde el jueves al domingo posterior a la romería
- Sábado posterior o coincidente con el 8 de septiembre: procesión de la Virgen del Monte
- Último domingo de octubre: traslado de la Virgen del Monte a su ermita
- Segundo sábado de diciembre: belén viviente
- Cazalla de la Sierra es localidad de paso del camino de la Frontera hacia Santiago de Compostela.[8]

### Gastronomía
Típico de la zona es el cerdo ibérico, y todo lo relacionado con este, carnes frescas y chacinas. Debido a su localización y a la importancia de la actividad de la caza en la zona, son de gran interés todos los artículos gastronómicos relacionados con ella, tanto de caza mayor como menor. Así, podremos degustar en Cazalla, estupendas carnes de caza (venado, jabalí, conejo, perdiz, etc).
Ternera berrenda, autóctona de la sierra norte
Cordero, de muy alta calidad, y promocionado por CorSevilla una cooperativa formada por más de 600 familias de ganaderos cuyas explotaciones se localizan mayoritariamente dentro del Parque Natural Sierra Norte de Sevilla.
Quesos artesanales, ganadores de varios premios
Vinos
Tierras de mucha tradición vinícola, cuya fama llegó a ser reflejada por Miguel de Cervantes, en El licenciado vidriera, y que gozaron de su máximo expendedor entre los siglos XVI y XVII, y que con la entrada de la filoxera en 1889 vieron abandonado su cultivo, que poco a poco se está recuperando.
De esta localidad es también el denominado Anís Seco de Cazalla. En ciertas zonas de España se denomina así por extensión a todo el anís seco. A la voz ronca, aguardentosa, se la denomina popularmente cazallera, o de cazalla, en recuerdo a esta bebida. 
Actualmente en Cazalla quedan únicamente dos marcas: Miura (propiedad de bodegas Caballero) y El Clavel (fundada por Ángel Lorenzo en 1896 y propiedad actualmente de la familia Domecq). Esta segunda marca es la única que sigue las fórmulas y elaboraciones tradicionales.
Excelente calidad tiene también el aceite de oliva virgen. En la campaña 1962-63 nació la cooperativa La Purísima que en la actualidad agrupa a 350 cooperativistas que aportan la producción de más de 300 000 olivos. Elaboran la marca CazallaOliva.

#### Anisados y aguardientes

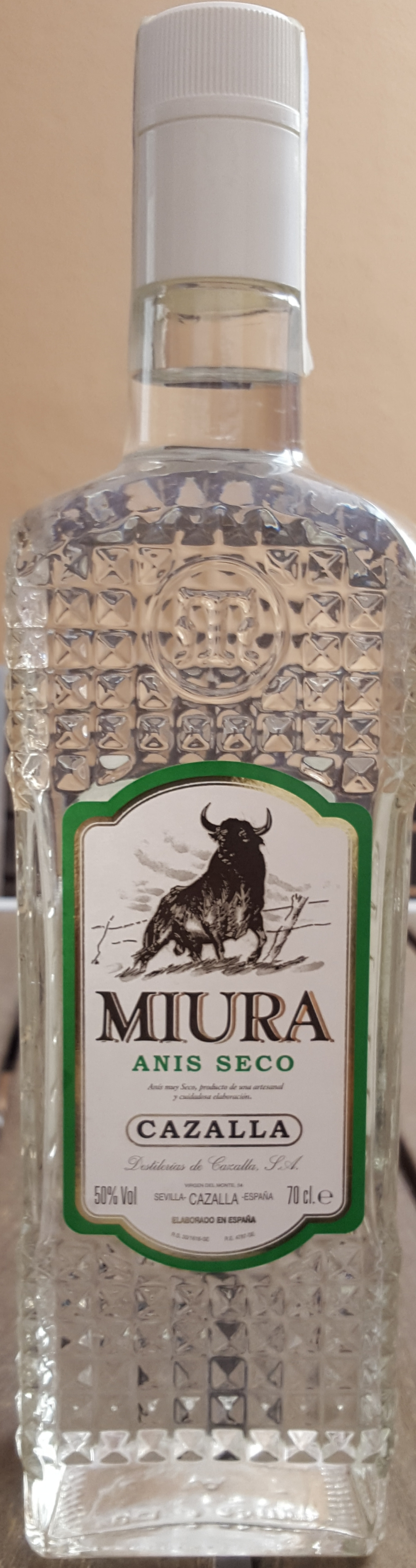
Anís seco de Cazalla de la Sierra, llamado Cazalla en otras partes de España

La enorme producción vinícola que tuvo Cazalla durante los siglos XV y XVI, dio como resultado la destilación de los sobrantes para obtener el alcohol con el que se empezó a fabricar el famoso aguardiente, que a partir de entonces toma el topónimo de nuestra población Cazalla. La calidad de las vides, el clima y la composición de la tierra, componían los factores idóneos para conseguir este especial linaje. Quince fábricas dedicadas a la producción de aguardiente llegó a tener Cazalla (Anís Corona, Ideal, La Cepa, Torre del Oro, etc.), de las que solo sobreviven dos. Este producto se sigue fabricando manteniendo y conservando las técnicas y casi las mismas instalaciones que antaño. Derivado de estos anises y aprovechando los frutos que crecen al borde de regajos y en solana se obtiene, por maceración en aguardiente los licores de bruños, ciruelas y, el más afamado Licor de Guindas.

## Administración y política
| Mandato                       | Alcalde                                             |                                           |
| ----------------------------- | --------------------------------------------------- | ----------------------------------------- |
| Primera mitad del siglo XVIII | José Juan de Dios de Vargas-Zúñiga y Sánchez-Arjona | VI Marqués de Paterna (consorte)          |
| hacia 1880                    | Florencio Bazora                                    | Anarquista                                |
| 1881-                         | Carlos Gómez                                        |                                           |
| 1882-1885                     | Sebastián Ferreira                                  |                                           |
| 1891-                         | ?                                                   | Centro de Coalición Republicana           |
| 1895-                         | Enrique Monrabá y Vera                              |                                           |
| 1897-                         | José Gómez y Álvarez de Toledo                      |                                           |
| 1901-                         | Antonio Conde Hombuena                              |                                           |
| 1902-1905                     | Manuel Martín Visiedo                               | Republicano                               |
| 1903                          | Antonio Vera                                        | Conservador                               |
| 1904-1905                     | Antonio Silva                                       |                                           |
| 1907-1909                     | Carmelo Merchán Silva                               | Partido Conservador                       |
| 1910-1913                     | José Naranjo Corral                                 |                                           |
| 1913-                         | Mariano Gil                                         |                                           |
| 1918                          | Ángel Lorenzo Sosa                                  | Partido Liberal                           |
| 1919-1920                     | Manuel Martín de la Portilla                        | Partido Liberal                           |
| 1923                          | Camilo Pérez Durán                                  |                                           |
| 1924-1926                     | Carlos Rein Segura                                  | Dictadura de Primo de Rivera              |
| 1926                          | Carmelo Merchán Silva                               |                                           |
| 1930                          | José Muñoz                                          |                                           |
| 1931-1934                     | Manuel Martín de la Portilla                        | Partido Republicano Radical (PRR)         |
| 1934-1936                     | Arturo García Bernal                                | Comisión Gestora                          |
| 1936                          | Manuel Martín de la Portilla                        | Unión Republicana (UR)                    |
| 12/08/1936 - Fin 1937         | Antonio Merchán Ovelar                              |                                           |
| postguerra                    | José María López Cepero y Ovelar                    | Falange Española y de las Jons (FET-JONS) |
| 1951                          | Ángel Martínez Martínez                             | Falange Española y de las Jons (FET-JONS) |
| 23/10/1957 - 1959 (al menos)  | Antonio Merchán Ovelar (FET-JONS)                   |                                           |
| 1964-1968                     | Ángel Ramos Lorenzo                                 | Falange Española y de las Jons (FET-JONS) |
| 1969-1977                     | José Calvo Naranjo                                  |                                           |
| 1979-1983                     | Isidoro Salvador Campos                             | Partido del Trabajo Andaluz (PTA)         |
| 1983-2003                     | Ángel Rodríguez de la Borbolla y Camoyán            | Partido Socialista Obrero Español (PSOE)  |
| 2003-2004                     | José Parras Ruda                                    | Partido Andalucista (PA)                  |
| 2004                          | Olga Cubero Calleja                                 | Partido Andalucista (PA)                  |
| 2004-2007                     | Elena Montaño Espino                                | Partido Andalucista (PA)                  |
| 2007-2015                     | Carmelo Conde Chaves                                | Partido Socialista Obrero Español (PSOE)  |
| 2015-2023                     | Sotero M. Martin Barrero                            | Partido Socialista Obrero Español (PSOE)  |
| 2023                          | Adrián Torres Rosendo                               | Partido Popular                           |